# غواصة يو بي-113
يو بي-113 غواصة ألمانية من فئة يو بي3 خدمت في البحرية الإمبراطورية الألمانية خلال الحرب العالمية الأولى. تم تكليفها في البحرية الإمبراطورية الألمانية في 25 أبريل 1918 باسم يو بي-113. ضاعت في خريف 1918 لأسباب غير معروفة.